# Triancyra sumatrana
Triancyra sumatrana är en stekelart som beskrevs av Kamath och Gupta 1972. Triancyra sumatrana ingår i släktet Triancyra och familjen brokparasitsteklar. Inga underarter finns listade i Catalogue of Life.